# Stutzikův dům
Stutzikův dům je novorenesanční dům stojící na Václavském náměstí, č. p 781/20, 110 00 na Novém Městě, Praha 1. Byl vybudován pro majitele cukrářské firmy Stutzik. Stavba je od 3. května 1958 chráněna jako kulturní památka České republiky.

## Dějiny budovy

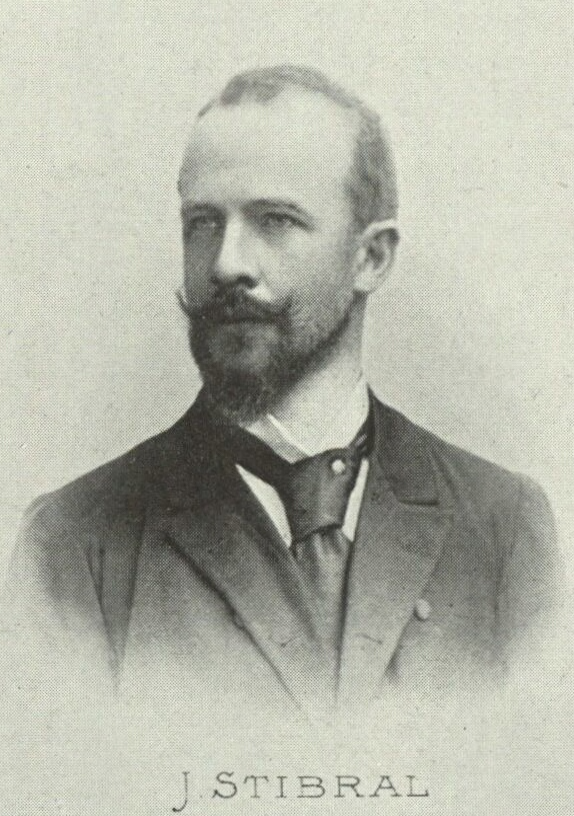
Architekt Jiří Stibral

Budovu navrhl tehdy sedmadvacetiletý architekt Jiří Stibral jako svůj možná první samostatný projekt, možné je též tvůrčí zapojené architekta Quida Bělského, v jehož ateliéru Stibral pracoval. Výstavba byla dokončena roku 1886. 

## Architektura stavby
Čtyřpatrový dům je vystavěn v novorenesančním slohu, uvádí se jako první příklad užítí stylu německé renesance. V přízemí byly zřízeny prodejní prostory s prosklenými výklady, vyšší patra jsou obyvatelná. Budova nese bohatý zdobený štít, fasáda je vyzdobena nástěnnými sgrafity, kterým dominují alegorické postavy dívky a chlapce v renesančních oděvech umístěné v úrovni třetího podlaží.  
Dvorek zakryt přízemní vestavbou s dřevěným krytým a proskleným můstkem, který spojuje budovu se zadní částí objektu. 